# Коронадо (Калифорния)
Коронадо (на испански: Coronado) е град в окръг Сан Диего в щата Калифорния, САЩ. Коронадо е с население от 24 100 жители (2000) и обща площ от 84,60 km². Разположен е на едноименния полуостров и се намира само на няколко километра от Сан Диего.
На 8 ноември 1602 г. Себастиян Вискаино открива брега и го нарича Коронадо (на испански: coronado – коронован). Полуостровът остава напълно пуст до 1885 г., когато е закупен от Илайша Бабкок и Хамптън Стори. Те решават, че това е идеално място за построяване на луксозен хотел.
„Хотел дел Коронадо“ (Hotel del Coronado) отваря врати през 1888 г., а през 1977 г. е обявен за национален исторически обект. От отварянето му в него са отсядали 13 президенти на САЩ, първият от които е Бенджамин Харисън през 1891 г. В хотела е сниман и филма „Някои го предпочитат горещо“ с Мерилин Монро, Тони Къртис и Джак Лемън.
Друга забележителност е мостът над залива Коронадо, чиито строеж завършва на 2 август 1969 г. Важна част от града са и военните и авиацията. На полуострова има голяма военна база – the Naval Air Station North Island.